# آتاری
آتاری (به انگلیسی: Atari) یک شرکت و نام تجاری با مالکان چندملیتی است که از سال ۱۹۷۲ فعالیت خود را آغاز کرد. این شرکت هم‌اکنون زیرنظر شرکت آتاری اینتراکتیو فعالیت می‌کند؛ شرکت‌هایی که همگی از شرکت مادر آتاری اس‌ای پیروی می‌کنند. شرکت اصلی آتاری در سال ۱۹۷۲، توسط نولان باشنل و تد دابنی پایه‌گذاری شد. شرکتی که از همان آغاز، پیشرو در زمینه بازی‌های ویدئویی، کنسول‌های بازی و رایانه‌های خانگی بود. محصولاتی چون پونگ و آتاری ۲۶۰۰ از تولیدات محبوب و پرفروش این شرکت به حساب می‌آمد. این محصولات و فعالیت‌های شرکت آتاری، کمک شایانی را برای معرفی سیستم‌های رایانه‌ای در پیشبرد صنعت سرگرمی از ۱۹۷۰ تا میانه ۱۹۸۰ انجام داد.